# Кубок М'янми з футболу 2017
Кубок М'янми з футболу 2017 — 7-й розіграш кубкового футбольного турніру у М'янмі. Титул володаря кубка вперше здобув Шан Юнайтед.

## Календар
| Раунд        | Дата                            | Матчі | Клуби   |
| ------------ | ------------------------------- | ----- | ------- |
| Перший раунд | 2-4 травня 2017                 | 6     | 22 → 16 |
| 1/8 фіналу   | 10-18 травня 2017               | 8     | 16 → 8  |
| 1/4 фіналу   | 20-21 вересня 2017              | 4     | 8 → 4   |
| 1/2 фіналу   | 29-30 вересня/18-19 жовтня 2017 | 4     | 4 → 2   |
| Фінал        | 25 жовтня 2017                  | 1     | 2 → 1   |

## 1/8 фіналу
| Команда 1              | Рахунок | Команда 2        |
| ---------------------- | ------- | ---------------- |
| 10 травня 2017         |         |                  |
| Хантавадді Юнайтед     | 3:1 дч  | Звегабін Юнайтед |
| Янгон Юнайтед          | 3:0     | М'яваді (2)      |
| 11 травня 2017         |         |                  |
| Ракайн Юнайтед         | 3:0     | Чин Юнайтед      |
| Аєяваді Юнайтед        | 4:2     | Тім Фенікс (2)   |
| 17 травня 2017         |         |                  |
| Магуе                  | 4:0     | Пон Гань (2)     |
| Шан Юнайтед            | 6:0     | Сіті Старс (2)   |
| 18 травня 2017         |         |                  |
| Саутерн М'янма Юнайтед | 3:1     | Найп'їдо         |
| Махар Юнайтед (2)      | 0:5     | Яданарбоун       |

## 1/4 фіналу
| Команда 1              | Рахунок | Команда 2       |
| ---------------------- | ------- | --------------- |
| 20 вересня 2017        |         |                 |
| Магуе                  | 2:3     | Шан Юнайтед     |
| Хантавадді Юнайтед     | 0:4     | Янгон Юнайтед   |
| 21 вересня 2017        |         |                 |
| Ракайн Юнайтед         | 0:2     | Аєяваді Юнайтед |
| Саутерн М'янма Юнайтед | 0:4     | Яданарбоун      |

## 1/2 фіналу
| Команда 1                 | Заг.    | Команда 2       | 1-й матч | 2-й матч |
| ------------------------- | ------- | --------------- | -------- | -------- |
| 29 вересня/18 жовтня 2017 |         |                 |          |          |
| Шан Юнайтед               | 3:3 (ч) | Аєяваді Юнайтед | 1:1      | 2:2      |
| 30 вересня/19 жовтня 2017 |         |                 |          |          |
| Янгон Юнайтед             | 1:0     | Яданарбоун      | 1:0      | 0:0      |

## Фінал
| 25 жовтня 2017 10:30 (EEST) |

| Шан Юнайтед                       | 2:1         | Янгон Юнайтед     |
| --------------------------------- | ----------- | ----------------- |
| Максімум 45' Крістофер Чизоба 55' | [ Протокол] | Сезар Аугусто 59' |

| Аун Сан, Янгон Глядачів: 10 000 Арбітр: Мр.Хін Маун Вінь |